# Quirino De Laurentiis
Quirino De Laurentiis (Guardiagrele, 30 ottobre 1992) è un cestista italiano.

## Carriera
Dopo le giovanili alla Pallacanestro Chieti e un anno in Divisione Nazionale B con Castelfiorentino, esordisce in Divisione Nazionale A con la Fortitudo Agrigento, con la quale rimarrà per cinque stagioni. Con i siciliani esordisce anche in Serie A2, sfiorando la promozione nella massima serie nel 2015. successivamente gioca in Serie A2 con Forlì, Tortona, Rieti e Scafati. Con questi ultimi esordisce in Serie A nella stagione 2022-2023. Il 31 dicembre 2023 per la restante parte di stagione trova ingaggio presso la Amici Pall. Udinese. Il 12 giugno 2024 firma un accordo biennale con la V.L. Pesaro

## Palmarès
- Supercoppa LNP: 1

Derthona Basket: 2019